# Apple Records
Apple Records — звукозаписний лейбл, створений групою The Beatles в 1968 році як підрозділ компанії Apple Corps. Назва лейбла перекладається як «яблуко», логотипом використовується фотографія зеленого яблука сорту «Гренні-Сміт».
Apple Corps була придумана групою у вересні 1967 року, після смерті менеджера Браяна Епстайна. Першим проєктом став фільм Чарівна таємнича подорож, що вийшов під лейблом Apple Films.
Хоча The Beatles і їхні ділові партнери покладали великі надії на Apple, напружені відносини між учасниками груп, що згодом її розкололи, нашкодили і лейблу. Багато із записів, які вийшли тут, не змогли стати популярними: або тому, що вони не подобалися аудиторії, або тому, що їм бракувало розкрутки, щоб стати хітами.
Тут записувалися Біллі Престон, Джеймс Тейлор, Badfinger, Мері Гопкін і самі The Beatles, як поодинці, так і колективом. Джеймс Тейлор розірвав свій контракт з Apple і домовився з Warner Bros., де записав безліч хітів. Біллі Престон і Badfinger також перейшли на інші лейбли. А Мері Гопкін по завершенні свого контракту перестала випускати нові пісні.
Останні записи інших виконавців, ніж «Бітли», вийшли 1973 року, і, коли їх поширення силами EMI закінчилося в 1975, лейбл вийшов з бізнесу. Наприкінці 1980-х стали видаватися записи Beatles на компакт-дисках. Нині під цим лейблом не проводиться нових записів, але записи The Beatles продовжують видаватися під знаком Apple Records.